# آرش قاسمی
آرش قاسمی (زادهٔ ۶ فروردین ۱۳۶۳) موسیقی دان، خواننده، و نوازنده ایرانی است. وی فارغ‌التحصیل رشته موسیقی و سرپرست گروه موسیقی میراث است.

## زندگی
آرش قاسمی در فروردین سال ۱۳۶۳ در تهران زاده شد. وی ساز سه‌تار را نزد عطا جنگوک آموخته‌است و همچنین در کنار ساز سه‌تار به نوازندگی ساز عود پرداخته و همچنین ساز کلارینت را با راهنمایی‌های اکبر محمدی ادامه داده‌است و مبانی نظری موسیقی و آهنگسازی را نزد حسن ریاحی آموخت. آرش قاسمی در کنسرت‌های متعددی در داخل و خارج کشور با گروه موسیقی میراث به عنوان سرپرست و آهنگساز حضور داشته‌است.

## فعالیت هنری

### کنسرت

#### اجراها در ایران
- اجرا در همایش هزاره نگارش شاهنامه به همت یونسکو و دانشگاه آزاد اسلامی در مرکز دائرةالمعارف بزرگ اسلامی با همراهی امیر صادقی (آذر ماه ۱۳۹۰)[۲]
- اجرا در بخش جنبی بیست و هفتمین جشنواره موسیقی فجر سالن تئاتر شهر با همراهی فقیهه سلطانی (بهمن ۱۳۹۰)[۳]
- اجرا در بزرگداشت میر جلال الدین کزازی در سالن فردوسی خانه اندیشمندان علوم انسانی با همراهی امیر صادقی (آبان ۱۳۹۱)[۴]
- اجرا در جشنواره خنیاگران حوزه هنری لرستان و کسب مقام اول (بهمن ۱۳۹۱)[۵]
- کنسرت بزرگداشت جشن جهانی نوروز در سالن اندیشه تهران با همراهی ژاله صادقیان وکاظم هژیر آزاد (اسفند ۱۳۹۱)[۶]
- اجرا در بخش جنبی بیست و نهمین جشنواره موسیقی فجر در سالن اریکه ایرانیان با همراهی ژاله صادقیان و انوش معظمی (بهمن ۱۳۹۲)[۷][۸]
- اجرا در کنفرانس نور، رنگ و صدا در هنر، معماری و شهر سازی در مرکز دائرةالمعارف بزرگ اسلامی (مهر ۱۳۹۳)
- اجرا در بخش جنبی سی امین جشنواره موسیقی فجر در شهر گرگان (بهمن ۱۳۹۳)[۹][۱۰]
- کنسرت بزرگداشت روز شعر و ادب پارسی در سالن نیاوران با خوانندگی بامداد فلاحتی که با حضور سید محمد خاتمی ریاست جمهور سابق ایران همراه بود که بازتاب گسترده‌ای داشت (شهریور ۱۳۹۴)[۱۱]

#### اجراها خارج از ايران
- اجرا در شهر تاشکند، ازبکستان با خوانندگی مجتبی عسگری (فروردین ۱۳۹۳)[۱۲]
- اجرا در دانشگاه کورمانقزی شهر آلماتی، قزاقستان با خوانندگی مجتبی عسگری (فروردین ۱۳۹۳)[۱۲]
- اجرا در انیستیتو ادبیات ایوزوف در شهر آلماتی، قزاقستان با خوانندگی مجتبی عسگری (فروردین ۱۳۹۳)[۱۳]
- اجرا در دانشگاه هنر شهر آستانه، قزاقستان با خوانندگی مجتبی عسگری (فروردین ۱۳۹۳)[۱۳]
- اجرا در شهر نیکوزیا، قبرس با خوانندگی بامداد فلاحتی (فروردین 1394)The Shoe Factory, Nicosia Cyprus اجرا در مجموعه فرهنگی[۱۴]
- اجرا در سالن الیزه شهر پاریس، فرانسه (فروردین ۱۳۹۵)[۱۵]
- اجرا در سالن Casa del Reloj شهر مادرید اسپانیا در مجموعه Matadero Madrid (فروردین ۱۳۹۶)[۱۶]
- اجرا در نخستین کنگره ادبی محمدحسین شهریار در دانشگاه خاور نزدیک Near East University قبرس (فروردین ۱۳۹۶)[۱۷]

### آثار
- نوازنده سه تار در آلبوم موسیقی گذشته، حال استمراری اثری از کارن همایون فر ناشر آوا خورشید[۱۸]
- آهنگسازی و خوانندگی و نوازندگی در آلبوم گوهر افشان با حضور بهزاد فراهانی، ژاله صادقیان، بامداد فلاحتی و امین جهانگیری ناشر حوزه هنری تهران[۱۹]
- آهنگسازی و نوازندگی در آلبوم تیک تاک زندگی ناشر میراث نغمه‌های کهن[۲۰]
- آهنگسازی و خوانندگی و نوازندگی در آلبوم بارِدگر ناشر میراث نغمه‌های کهن[۲۱]
- انتشار تک‌آهنگ نکند بهار آمده باشد با شعری ازشهریار[۲۲]
- انتشار تک‌آهنگ انتظار با شعری ازمولانا[۲۳]
- انتشار تک‌آهنگ حرفِ راست با شعری ازپروین اعتصامی[۲۴]
- انتشار ویدیو آهنگ من کم از آنم که تویی با شعری ازمولانا[۲۵]
- انتشار تک‌آهنگ کمان کشیده با شعری از هاتف اصفهانی[۲۶]
- انتشار تک‌آهنگ گنج و رنج با شعری ازمولانا[۲۷]

### جوایز و همکاری‌ها
- نفر اول در آهنگسازی نمایش ۴ دوره از جشنواره تئاتر عروسکی کودک و نوجوان رضوی[۲۸][۲۹]
- دیپلم افتخار برای احراز مقام اول بخش موسیقی نمایش پاره‌های ماه در پنجمین جشنواره ملی تئاتر کودک و نوجوان رضوی[۳۰]
- اخذ رتبه برگزیده در چهارمین جشنواره موسیقی خنیاگران حوزه هنری لرستان[۳۱]
- همکاری با ارکستر آکادمیک تهران به عنوان آهنگساز[۳۲]
- همکاری با مؤسسه فرهنگی یونس امره ترکیه در برگزاری همایش سعدی و یونس امره[۳۳]